# Robiquetia pachyphylla
Robiquetia pachyphylla är en orkidéart som först beskrevs av Heinrich Gustav Reichenbach, och fick sitt nu gällande namn av Leslie Andrew Garay. Robiquetia pachyphylla ingår i släktet Robiquetia och familjen orkidéer. Inga underarter finns listade i Catalogue of Life.